# Этническая элита
Этническая элита — часть этнической группы, которая взяла на себя роль её лидера и политического руководителя
На различных этапах исторического развития и в зависимости от сложившихся условий роль этнических лидеров или т. н.. «Политических антрепренёров этничности» брали на себя аристократия, дворянство, духовенство, купечество и т. д.. С началом модернизации зачастую этническая элита состоит из слоев, которые по своему имущественному положению и социальному статусу принадлежат к среднему классу. Как правило, это средние торговцы и предприниматели, а также так называемые «интеллектуалы» — технократы, менеджеры, инженеры, люди свободных профессий, интеллигенция и т. д. Особое место среди этнической элиты занимает гуманитарная интеллигенция. Хотя ей отводится, как правило, роль «обычной пехоты этнического возрождения», но именно этот социальный слой наиболее способен пробудить этнополитическую активность «своей» группы путём апелляции к исторической памяти, национальных чувств, формируя соответствующую морально-психологическую атмосферу. Наибольшего успеха этническая элита достигает тогда, когда происходит согласование взглядов и действий между её основными группами — гуманитарной интеллигенцией и интеллектуалами, занятыми в сфере материального производства.